# Dysdera bicornis
Dysdera bicornis är en spindelart som beskrevs av Fage 1931. Dysdera bicornis ingår i släktet Dysdera och familjen ringögonspindlar.
Artens utbredningsområde är Spanien. Inga underarter finns listade i Catalogue of Life.